# Hao Yi
Hao Yi és un esportista xinès que va competir en judo, guanyador d'una medalla de bronze als Jocs Asiàtics de 1994 en la categoria de –65 kg.

## Palmarès internacional
| Jocs Asiàtics | Jocs Asiàtics     | Jocs Asiàtics | Jocs Asiàtics |
| Any           | Lloc              | Medalla       | Categoria     |
| ------------- | ----------------- | ------------- | ------------- |
| 1994          | Hiroshima ( Japó) | 3             | –65 kg        |